# 里川村
里川村（さとかわむら）は石川県能美郡にあった村。現在の小松市中心部の東北東、梯川右岸、河田山古墳群の東一帯および能美市仏大寺町にあたる。

## 地理
- 河川 ： 梯川、鍋谷川、鵜川

## 歴史
- 1889年（明治22年）4月1日 - 町村制の施行により、下八里村、上八里村、盲谷村、鵜川村、遊泉寺村、立明寺村及び仏大寺村の区域をもって、里川村が発足する。
- 1907年（明治40年）8月5日 - 里川村、古河村及び国造村が合併して、国府村が発足する。

## 交通

### 鉄道路線
後に旧村域に北陸鉄道小松線の鵜川遊泉寺駅が開業したが、当時は未開業。